# Lapplands välfärdsområde
Lapplands välfärdsområde (finska: Lapin hyvinvointialue, nordsamiska: Lappi buresveadjinguovlu) är ett av de 21 välfärdsområdena i Finland. Välfärdsområdet grundades som en del av reformen som berör social- och hälsovården och räddningsväsendet i Finland, och det omfattar samma område som landskapet Lappland.

Lapplands välfärdsområde.

## Kommuner
Lapplands välfärdsområde består av 21 kommuner varav fyra är städer.

- Enontekis kommun
- Enare kommun
- Kemi stad
- Kemijärvi stad
- Keminmaa kommun
- Kittilä kommun
- Kolari kommun
- Muonio kommun
- Pelkosenniemi kommun
- Pello kommun
- Posio kommun
- Ranua kommun
- Rovaniemi stad
- Salla kommun
- Savukoski kommun
- Simo kommun
- Sodankylä kommun
- Tervola kommun
- Torneå stad
- Utsjoki kommun
- Övertorneå kommun

I april 2022 fanns det tillsammans 176 083 invånare i området.

## Tjänster
Från och med 1 januari 2023 överförs ansvaret för att ordna social- och hälsovårdstjänsterna och räddningsväsendet från kommuner och samkommuner till välfärdsområdena. Enligt lag ska kommuners och samkommuners gällande avtal överföras till välfärdsområden.

### Sjukvård
Det finns två centralsjukhus i Lapplands välfärdsområde: Lapplands centralsjukhus i Rovaniemi och Länsi-Pohja centralsjukhus i Kemi. Övriga sjukhus är Muurola sjukhus och Keroputaa sjukhus. Specialsjukvård sker på Uleåborgs universitetssjukhus.

### Räddningsverk
Lapplands räddningsverk är verksamt i Lapplands välfärdsområde.

## Beslutsfattande

### Välfärdsområdesvalet
Vid välfärdsområdesval utses välfärdsområdesfullmäktige för välfärdsområdena, som ansvarar för ordnandet av social- och hälsovården och räddningsväsendet från och med den 1 januari 2023. Välfärdsområdena har självstyre och den högsta beslutanderätten utövas av välfärdsområdesfullmäktige. Välfärdsområdesval förrättas samtidigt med kommunalval.
Det första välfärdsområdesvalet hölls den 23 januari 2022. Då valdes 59 personer till välfärdsområdesfullmäktige i Lappland.

### Välfärdsområdesfullmäktige
Välfärdsområdesfullmäktige ansvarar för välfärdsområdets verksamhet och ekonomi. Fullmäktige fattar beslut om årsbudgeten, godkänner bokslutet och ansvarar för strategiska linjer.

### Mandatfördelning
| 8 | 9 |  | 3 | 7 | 21 |  | 8 |

| 32 | 27 |

| 8 | 11 | 3 | 3 | 4 | 21 |  | 8 |